# Hickory-Golf

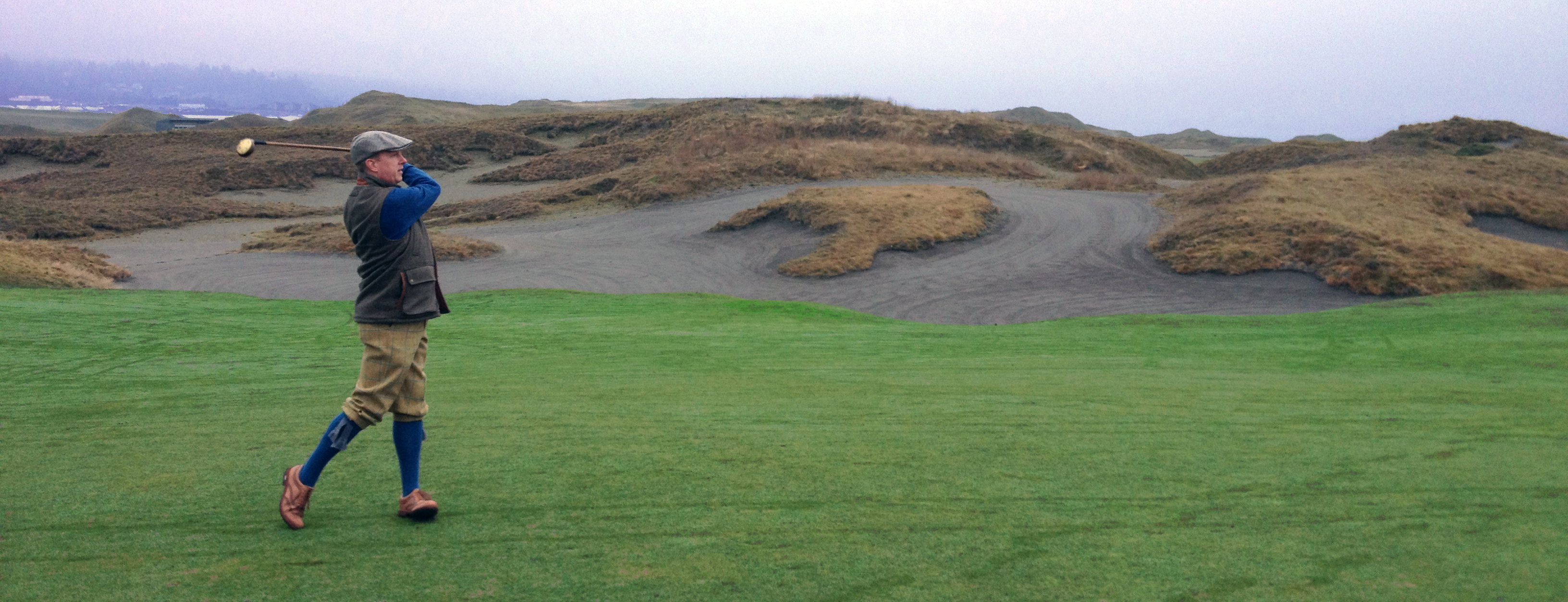
Hickory-Golfer in den Vereinigten Staaten

Hickory-Golf ist die traditionelle Variante des klassischen Golfsports, die mit Schlägern aus dem Holz des Hickorybaums gespielt wird. Diese Nussbaumart aus dem östlichen Nordamerika und China liefert das harte und zugleich elastische Holz für die Schäfte der Golfschläger. Bis zur Legalisierung der Stahlschäfte 1929 waren diese Schläger der Standard beim Golfspiel, John W. Fischer Jr. war 1936 der letzte Gewinner eines Major Championships (US Amateur Championship) mit Hickoryschlägern.

## Geschichte
Hickory-Golf wurde zu einem Synonym für Golf im Stil früherer Zeiten (Vintage Golf, History Golf) und hat weltweit viele Anhänger. Insbesondere im Vereinigten Königreich, das für viele als Mutterland des Golfspiels gilt, wird diese Tradition hochgehalten. Heutzutage werden Nationale Offene Meisterschaften und regionale Turniere in vielen Ländern Europas (Schweden, Dänemark, Finnland, Niederlande, Deutschland, Polen, Tschechien, Schweiz, Österreich, Kroatien) ausgetragen, wo mit klassischen Schlägern nach alten Regeln gespielt wird. Da historische Bälle für das Spiel nicht mehr geeignet wären, wird mit neuen, besonders weichen Bällen gespielt, um die Schäfte der Schläger zu schonen. Dazu wird auch meist ein stilechtes Outfit gefordert. In Deutschland wird seit 2009 jährlich das German Hickory Championship von der German Hickory Golf Society ausgetragen. Austragungsorte waren bislang Bad Wildungen (2009, 2010 und 2011), Wentorf-Reinbek bei Hamburg (2012 und 2013), Kiel-Kitzeberg (2014), Baden-Baden (2015), Bad Ems (2016), Feldafing (2017) Oldenburg (2018), Gera (2019) und Kallin b. Berlin (2020). Seit 2020 wird die Meisterschaft über zwei Runden à 18 Löcher ausgetragen. Die 13. Auflage fand 2021 im Golfclub Vechta-Welpe, die 14. in Patting statt. Im Jahr 2023 wurde die 15. Auflage im GC Rhein Main Wiesbaden ausgetragen.

## Die Ausrüstung

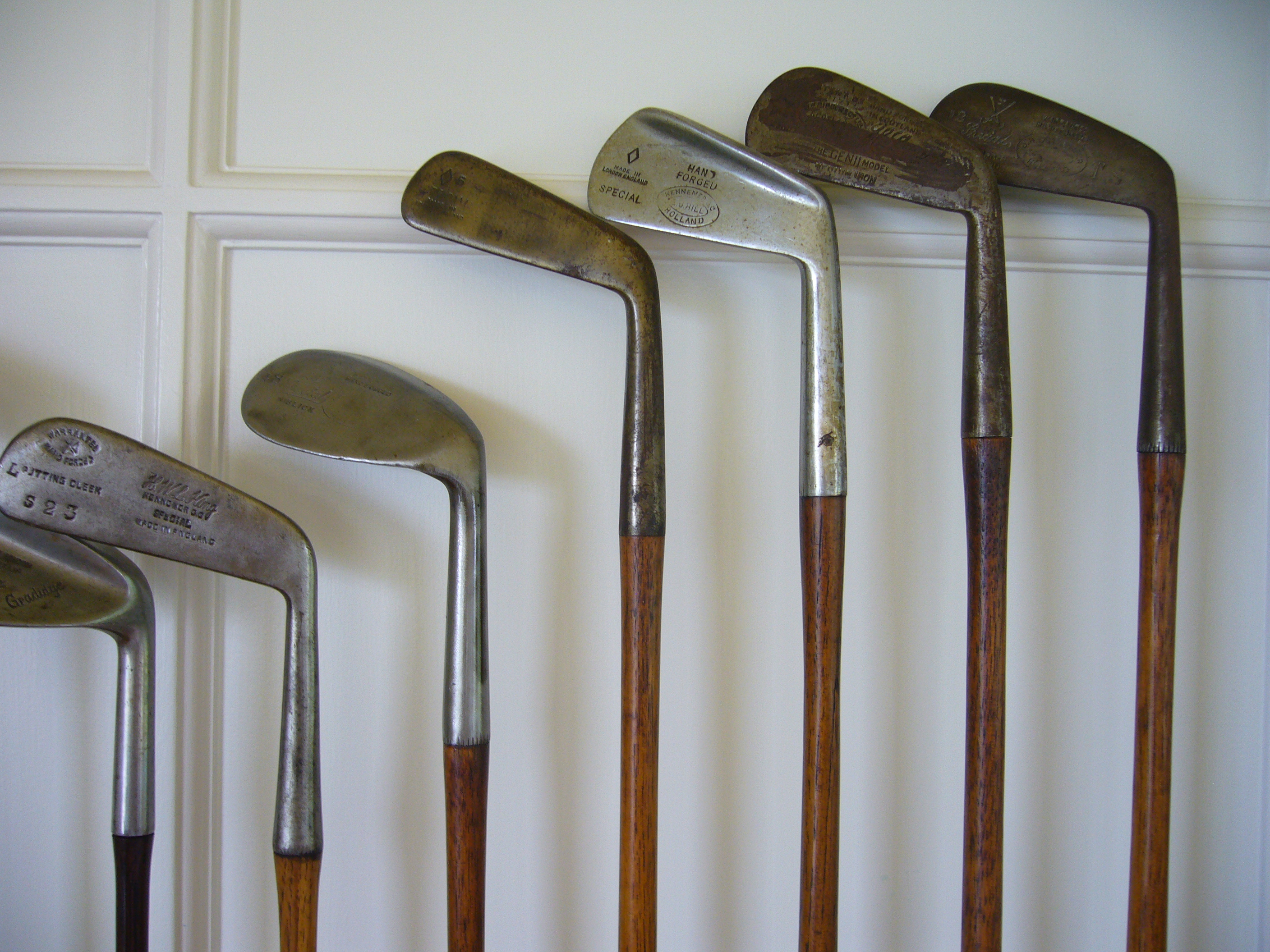
Golfschläger aus Hickory-Holz

Gespielt wird mit Schlägern aus Hickory-Holz mit Ledergriffen. Diese tragen keine Nummern, sondern Namen wie Spoon, Brassie, Mashie oder Niblick. Als Golfbälle werden entweder klassische „Guttys“ verwendet, die aus kautschukähnlichem Guttapercha gefertigt werden, oder aber in alten Formen hergestellte moderne Golfbälle. Während in Europa durchgehend nur mit Originalhickoryschlägern aus der Zeit bis 1935 gespielt wird, sind in den USA auch handgearbeitete Schlägersätze aus den vielleicht letzten intakten Schläger-Manufakturen in St Andrews, Schottland, bzw. Louisville, Kentucky, ebenso wie originalgetreue Reproduktionen von Guttys zugelassen. Für die Hickory-Golfer gibt es auch einen besonderen Dresscode: Man kleidet sich beispielsweise im Vereinigten Königreich wie zur Kolonialzeit oder in Deutschland wie zur Kaiserzeit oder zumindest wie man sich das so vorstellt: Die Herren mit Schiebermütze, Knickerbocker, Kniestrümpfen im Rautenmuster und einem Flachmann in der Westentasche, die Damen mit langen Röcken und viktorianischen Hüten oder aber auch im Stile der Goldenen Zwanziger.

## Der besondere Reiz
Hickory-Golf wird von guten Golfspielern als Herausforderung betrachtet, weil es schwieriger zu spielen ist als modernes Golf. Die alten Schlägermodelle verzeihen keine Fehler. Der sogenannte Sweet Spot, der Schwerpunkt des Schlägers, bei dem die maximale Kraftübertragung vom Schlägerblatt auf den Golfball erfolgt, muss exakt getroffen werden, um Längenverluste und Streuung des Golfballs zu vermeiden. Die Elastizität des Holzes erfordert ein sanfteres Schwingen. Wer viel mit Hickory-Schlägern spielt, wird ein besserer Golfer, sagen deshalb einige Profis.